# アレクサンダー・コルダ
サー・アレクサンダー・コルダ （Sir Alexander Korda, 1893年9月16日 - 1956年1月23日）は、ハンガリー映画産業の草創期の立役者で、イギリスの映画監督・映画プロデューサー。

## 生涯
ユダヤ系ハンガリー人で、ハンガリー語名はコルダ・シャーンドル (Korda Sándor) [ˈkordɒːˌʃɑ̈ːndor] 。出生児の氏名は Kellner Sándor László（ケルネル・シャーンドル・ラースロー）であった。メゼートゥール市 (Mezőtúr) の小学校に通った後、ブダペストのメシュテル街商業学校に進学した。その学校の標語であるラテン語の「Sursum corda!」（スルスム・コルダ！＝心を高く挙げよ）が気に入っていて、後にコルダ姓を名乗ることになった。
ハンガリーの、ヤース・ナジクン・ソルノク城県の現在はトゥールケヴェ市 (Túrkeve) の郊外となっているプスタトゥールパーストー (Pusztatúrpásztó)で生まれた。
若い頃には日刊紙『独立ハンガリー』のパリ特派員となる。その後複数の映画雑誌に寄稿するようになる。すでに1912年には19歳にして雑誌『活動写真ニュース』（モズゴーフェーニュケープ・ヒーラドー）(Mozgófénykép Híradó) に多くの記事を執筆し、日刊紙『世界』(Világ) の批評家となり、1918年まで『ペシュト映画』（ペシュティ・モズィ）(Pesti Mozi)、『映画』（ア・モズィ）(A mozi)、『映画週間』（モズィヘート）(Mozihét) 等の編集を担当する。
映画監督ケルテース・ミハーイ（マイケル・カーティス）を見出したことでも知られるハンガリー映画産業の先駆者の一人であるヤノヴィッチ・イェネー（俳優・監督・脚本家）が脚本家シクローシ・イヴァーン (Siklósi Iván) の勧めでトランシルヴァニアの中心都市、古都コロジュヴァールにコルダ兄弟を呼び寄せ、コルダはそこで複数の映画を撮ることで、映画制作の方法を学んだ。ヤノヴィッチは1914年に映画会社 PROJA（プロヤ）（Projectograph Janovics プロイェクトグラフ・ヤノヴィッチ）を設立していた。PROJA は後にコルヴィン映画製作所（コルヴィン・フィルムジャール Corvin Filmgyár）、トランシルヴァニア映画製作所（トランススィルヴァーニア・フィルムジャール Transsylvania Filmgyár）と名を変え、1920年までに48本の映画を制作した。コルダはブダペストに戻ると独立し、ヤノヴィッチよりコルヴィン映画製作所を買収することになった。
1914年に最初の監督作品、『騙された記者』(A becsapott újságíró) を撮る。1917年にはブダペストにコルヴィン映画製作所 (Corvin Film Stúdió) を設立する。1919年にハンガリーを出国するまでにハンガリー国内で25本の映画を監督している。
1919年に共産主義者ハンガリー党がハンガリー評議会共和国を樹立すると、コルダは映画芸術執行委員を務めた。革命が破れた後、妻で女優のコルダ・マーリア（旧姓名はファルカシュ・マーリア・アントーニア Farkas Mária Antónia）の機転でオーストリアに難を逃れた。オーストリアのウィーン、ドイツのベルリンで映画を撮った後、米国のハリウッドに移り、ユナイト映画（ユナイテッド・アーティスツ）の監督となる。アメリカ時代の代表作は、『トロイ情史』（1927年）。ついでフランスへ渡り、最後にイギリスに定住し、ロンドン・フィルムを設立し、一部の作品はユナイトなど、ハリウッドからの出資を受け製作した。
監督作品に『ヘンリー八世の私生活』（1933年）や『描かれた人生』（1936年）などの作品があるが、その後は主として制作者となり、国際的にイギリス映画を大いに広めたが、第二次世界大戦中はアメリカに渡った。
戦後イギリスへ帰国し、破産に貧したロンドン・フィルムを復活させ、キャロル・リード、デヴィッド・リーンらを擁してランク・フィルムと対抗するイギリス映画界の旗頭となった。ハリウッドのデヴィッド・O・セルズニックと共に製作を担当したキャロル・リードの名作『第三の男』については、映画化を前提に、ウィーンを舞台にした物語を書いてほしいと、作家のグレアム・グリーンに依頼した。グリーンは原作小説及び脚本を執筆した。
映画界での功績により、ナイト位を授けられた。女優マール・オベロンとはこの時期に結婚していた。
チャールズ・チャップリンに『独裁者』の制作を勧めたのもコルダである。
1956年、ロンドンにて心臓発作により死去。62歳であった。後に英国アカデミー賞において、アレクサンダー・コルダ賞（優れたイギリス映画に授与される）が制定された。

## 主な作品
- 1926 荒鷲の歌（監督）
- 1927 トロイ情史（監督）
- 1929 心に秘めて（監督）
- 1929 ゴンドラの歌（監督）
- 1929 スコール（監督）
- 1930 花ひらく（監督）
- 1930 女給時代（監督）
- 1931 マリウス（監督）
- 1932 婦人に御給仕（監督）
- 1933 ヘンリー八世の私生活（監督）
- 1934 カザリン大帝（製作）
- 1934 ドン・ファン（監督）
- 1934 紅はこべ（製作）
- 1935 幽霊西へ行く（製作）
- 1936 奇蹟人間（製作）
- 1936 来るべき世界（製作）
- 1936 描かれた人生（監督）
- 1936 男は神に非ず（製作）
- 1937 月のかなたに（製作）
- 1937 淑女は離婚がお好き（製作）
- 1937 間諜（製作）
- 1937 茶碗の中の嵐（製作）
- 1939 ライオンの翼（監督、製作）
- 1939 四枚の羽根（製作）
- 1940 バグダッドの盗賊（製作）
- 1941 美女ありき（監督、製作）
- 1941 リディアと四人の恋人（製作）
- 1942 ジャングル・ブック（製作）
- 1942 生きるべきか死ぬべきか（製作）
- 1948 理想の夫（英語版）（監督、製作）
- 1948 アンナ・カレニナ（製作）
- 1949 第三の男（製作）
- 1950 女狐 （製作総指揮）
- 1952 超音ジェット機（製作）

## 参照
1. ↑  “Variety Club - Jewish Chronicle colour supplement "350 years"”. The Jewish Chronicle. (2006年12月15日). pp. 28-29
2. ↑  大野裕之『チャップリン再入門』NHK出版